# Marvin Bush

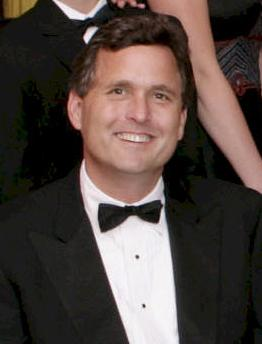
Marvin Bush.

Marvin Pierce Bush, född 22 oktober 1956 i Midland, Texas, USA, är George H.W. Bushs och Barbara Bush yngste son och bror till George W. Bush, Jeb Bush, Neil Bush och Dorothy Bush Koch. 
Marvin Bush är sedan 1997 ordförande för Winston Capital Management LLC. Han var direktör på det börsnoterade amerikanska försäkringsbolaget HCC Insurance Holdings (nuvarande Tokio Marine HCC) 1999–2002 och satt i styrelsen för bolaget Securacom från 1993 till juni 2000. Han är utbildad vid University of Virginia.
Marvin Bush ingår i släkten Bush. Trots släktens anknytning till Republikanska partiet, meddelade Marvin Bush att han skulle rösta på Libertarianska partiets kandidat Gary Johnson i presidentvalet i USA 2016.